# Йохан I фон Хомбург
Йохан фон Хомбург (на немски: Johann I von Homburg/Hamberg; † 1316) е благородник, господар на Хомбург на Хамберг в Саарланд, от фамилията фон Варсберг-Ролинген от Люксембург.

## Произход и наследство
Той е син на Дитрих фон Варсберг († сл.1298), господар на Менген и Хомбург, и съпругата му Лора фон Брюкен, дъщеря на Арнолд фон Брюкен († сл. 1295). Внук е на Йохан I 'Дългия' фон Ролинген († 1276), господар на Варсберг, и Аделхайд фон Менген († сл. 1307). Правнук е на Дитрих фон Ролинген († 1250), господар на Варсберг, и Кунигунда фон Хунзинген († сл. 1265). Сестра му Изабела фон Менген († пр. 1314) се омъжва пр. 19 май 1311 г. за Робин фон Узелдинген-Хунхеринген († сл. 1348), син на Робин (Роберт) фон Узелдинген († 1321), сенешал на Люксембург, и Сара († 1321).
От 12 век замъкът Хомбург е резиденция на графовете фон Хомбург. Те получават през 1330 г. от Лудвиг IV Баварски градски права за селището им. След смъртта на последния граф фон Хомбург през 1449 г. замъкът и градът отиват на графовете фон Насау-Саарбрюкен.

## Фамилия
Йохан фон Хомбург се жени ок. 1311 г. за Изабела († сл. 1336). Те имат една дъщеря:
- Сара фон Хомбург († сл. 1351), омъжена за Вирих фон Дорсвайлер-Крихинген († 1375/1377)

Вдовицата му Изабела се омъжва сл. 1316 г. втори път за Георг фон Крихинген († 1343), внук на Готфрид фон Дорсвайлер († сл. 1264) и син на Годелман фон Дорсвайлер († 1314) и първата му съпруга Лорета фон Ролинген († сл. 1264).